# Clayton (Georgia)
Clayton ist eine Stadt und zudem der County Seat des Rabun County im US-Bundesstaat Georgia mit 2047 Einwohnern (Stand: 2010).

## Geographie
Clayton liegt im äußersten Nordosten Georgias in den Blue Ridge Mountains. Ein Teil des Gebirges ist der direkt nördlich des Ortes gelegene Black Rock Mountain State Park. Die nächsten größeren Städte sind Atlanta (150 km südwestlich) und Knoxville (190 km nördlich).

## Geschichte
Clayton wurde 1821 gegründet. Von 1904 bis 1961 wurde der Ort durch die Tallulah Falls Railway an das Eisenbahnnetz angebunden.

## Demographische Daten
Laut der Volkszählung von 2010 verteilten sich die damaligen 2047 Einwohner auf 836 bewohnte Haushalte, was einen Schnitt von 2,32 Personen pro Haushalt ergibt. Insgesamt bestehen 1152 Haushalte. 
58,4 % der Haushalte waren Familienhaushalte (bestehend aus verheirateten Paaren mit oder ohne Nachkommen bzw. einem Elternteil mit Nachkomme) mit einer durchschnittlichen Größe von 2,92 Personen. In 30,3 % aller Haushalte lebten Kinder unter 18 Jahren sowie in 34,1 % aller Haushalte Personen mit mindestens 65 Jahren.
24,4 % der Bevölkerung waren jünger als 20 Jahre, 26,3 % waren 20 bis 39 Jahre alt, 21,9 % waren 40 bis 59 Jahre alt und 27,4 % waren mindestens 60 Jahre alt. Das mittlere Alter betrug 40 Jahre. 48,7 % der Bevölkerung waren männlich und 51,3 % weiblich.
85,1 % der Bevölkerung bezeichneten sich als Weiße, 1,5 % als Afroamerikaner, 0,5 % als Indianer und 0,7 % als Asian Americans. 8,9 % gaben die Angehörigkeit zu einer anderen Ethnie und 3,2 % zu mehreren Ethnien an. 20,8 % der Bevölkerung bestand aus Hispanics oder Latinos.
Das durchschnittliche Jahreseinkommen pro Haushalt lag bei 30.617 USD, dabei lebten 25,7 % der Bevölkerung unter der Armutsgrenze.

## Sehenswürdigkeiten
Im Jahr 2005 wurde das James Henry and Rachel Kilby House in das National Register of Historic Places eingetragen.

## Verkehr
In Clayton kreuzen sich die U.S. Highways 23 und 76. Der nächste Flughafen ist der Flughafen Atlanta (rund 180 km südwestlich).